# Mighty Morphin Power Rangers
Mighty Morphin Power Rangers (in der deutschen Fassung als Power Rangers ausgestrahlt) ist eine vom japanischen Sentai-Genre inspirierte US-amerikanische Fernsehserie mit 155 Episoden in 3 Staffeln, die zwischen 1993 und 1996 ausgestrahlt wurde. Die Serie wurde von Haim Saban und Shuki Levi entworfen und von Fox Television produziert. Mighty Morphin Power Rangers (einschließlich der Unterstaffel Mighty Morphin Alien Rangers) ist die erste Generation des Power-Rangers-Franchise.

## Geschichte und Hintergrund
1992 wollten Haim Saban und Shuki Levy die japanische Tokusatsu-Fernsehserie Kyoryu Sentai Zyuranger in das US-amerikanische Fernsehen bringen. Da es aber große Unterschiede zwischen der japanischen und der amerikanischen Kultur gibt, entschied man sich, die Serie nicht zu synchronisieren. Es wurden stattdessen die Action-Szenen aus „Zyuranger“ verwendet, eigene US-Schauspieler gecastet und eine neue Story entwickelt. Das erste Ergebnis war „Dino Rangers“. Als die erste Pilotfolge den Fernsehsendern präsentiert wurde (mittlerweile als „Lost Episode“ bekannt), wurde eine Ausstrahlung abgelehnt. Das Projekt wurde vorerst stillgelegt, aber Haim Saban und Shuki Levy wollten nicht aufgeben und produzierten 1993 eine zweite, wesentlich professionellere Version und nannten sie „Mighty Morphin Power Rangers“. Die zweite Pilotfolge „Die Rückkehr der Hexe“ wurde ein Erfolg und der Sender FoxKids gab 40 weitere Folgen in Auftrag. Ein möglicher Grund für den Erfolg war der Film Jurassic Park, der im selben Jahr einen wahren Dinosaurier-Boom auslöste und dabei der Serie, welche eine ähnliche Thematik bot, zu einem Erfolg verhalf. Durch den überraschenden Erfolg wurden für die erste Staffel noch 20 weitere Folgen produziert, um sich währenddessen auf die zweite Staffel vorbereiten zu können.
Als Vorlage für die zweite Staffel diente die japanische Serie „Gosei Sentai Dairanger“ von 1993. Das einzige, was nicht übernommen wurde, sind die Kostüme, mit Ausnahme des weißen Rangers. Die verwendeten Ranger-Anzüge entstammen noch von den Zyurangern. Auch den Hauptbösewicht Lord Zedd gibt es in der Sentai-Version nicht. Er ist der erste exklusiv für Amerika produzierte Hauptbösewicht. Aus diesem Grund ist Ritas Gesicht in den ersten Episoden der zweiten Staffel oft verdeckt, da man nicht erkennen sollte, dass Rita zu diesem Zeitpunkt bereits von einer amerikanischen Schauspielerin dargestellt wurde. Offiziell wurde dies erst ab dem Dreiteiler „Ritas Rache“ damit erklärt, dass Rita eine Verjüngungskur macht.
Für die dritte Staffel diente die japanische Serie „Ninja Sentai Kakuranger“ von 1994 als Vorlage. Die Power-Rangers-Anzüge stammen weiterhin von den Zyurangern ab, sowie der weiße Ranger von den Dairangern. Die richtigen Kostüme der „Kakuranger“ kommen erst ab der Unterstaffel „Mighty Morphin Alien Rangers“ zum Einsatz. Die Hauptgegner im Sentai-Original sind die Vorbilder von Rito Revolto und dem Meister des Schreckens.
Ab Power Rangers Zeo fiel der Zusatz „Mighty Morphin“ (deutsch: mächtige Verwandlung) weg. Aus diesem Grund werden die ersten 155 Folgen der Power Rangers Serie als „Mighty Morphin“ bzw. „MMPR“ bezeichnet.

## Handlung

### Erste Staffel
Der Schauplatz der Serie ist die fiktive Stadt Angel Grove, welche sich in Kalifornien befindet. Auf einer Mond-Expedition entdecken zwei Astronauten einen Container, in der die Weltraumhexe Rita Repulsa und ihre Lakaien vor über 10.000 Jahren eingesperrt wurden. Als die Hexe den nächsten Planeten (die Erde) entdeckt, beschließt sie kurzerhand diesen zu erobern und sich an Zordon, welcher sie eingesperrt hatte, zu rächen. Auf der Erde wird Zordon, ein körperloses Wesen, das in einer Zeitfalle gefangen ist, durch Ritas Angriff alarmiert. Durch die drohende Gefahr sieht er sich gezwungen, fünf aufrichtige und tapfere Jugendliche zu rekrutieren und ihnen die Kraft zu geben, gegen die Hexe und ihre Armee zu kämpfen. Jason, Kimberly, Zack, Trini und Billy werden von Zordon auserwählt und erhalten von ihm die Power-Münzen, welche den Jugendlichen die Macht verleihen, sich in die Power Rangers zu verwandeln. Zusätzlich bekommen die Power Rangers Zords zugewiesen – riesige mechanische Roboter, die von den Rangers gerufen werden können, wenn ihre Gegner vergrößert werden. Jason bekommt den Tyrannosaurus-Dinozord, Kimberly den Flugsaurus-Dinozord, Zack den Mammut-Dinozord, Trini den Säbelzahntiger-Dinozord und Billy den Triceratops-Dinozord. Alle fünf Dinozords können sich zu einem mächtigen Megazord verbinden.
Den Power Rangers gelingt es, Ritas Monster immer wieder zurückzuschlagen, bis sie schließlich ihren eigenen Ranger beschwört. Da Rita seit Anbeginn eine weitere Power-Münze in ihren Händen hatte, gibt sie diese Tommy. Als grüner Ranger kämpft Tommy gegen die anderen Power Rangers und ihm gelingen beinahe die Zerstörung der Kommandozentrale und der Dinozords. Tommy wechselt, nachdem sein Schwert der Finsternis und somit Ritas Zauber gebrochen wurde, die Seiten und kämpft zusammen mit den anderen Power Rangers gegen die Weltraumhexe. Durch ihn bekommen die Power Rangers zusätzlich Unterstützung durch den Dragonzord. Wenig später entdecken Tommy und Jason auf einer Mission den Zord Titanus, mit dem die anderen Dinozords schließlich den mächtigen Ultrazord bilden können.

### Zweite Staffel
Nachdem Rita Repulsa im Kampf gegen die Power Rangers versagt hat, kehrt ihr Meister Lord Zedd zurück und verbannt sie wieder in den Weltraumcontainer. Die Power Rangers kommen mit ihren Dinozords nicht gegen Lord Zedds Monster an, deshalb transformiert Zordon diese zu den stärkeren Donnerzords. Nachdem Tommy durch Lord Zedd seine grüne Ranger Power verloren hat, erschaffen Zordon und Alpha 5 den weißen Tigerzord und somit den weißen Ranger (ebenfalls Tommy), der zum Anführer der Gruppe wird. Jason, Zack und Trini verlassen die Power Rangers, da sie zu einer Friedenskonferenz in die Schweiz ausgewählt wurden, und werden daraufhin durch Rocky, Adam und Aisha ersetzt.

### Dritte Staffel
Nachdem auch Lord Zedd die Power Rangers nicht besiegen konnte, erscheint Ritas Bruder Rito Revolto und zerstört die Donnerzords der Power Rangers. Damit haben die Power Rangers ihre Verwandlungskräfte verloren. Zordon schickt sie zu Ninjor, der ihnen die neue Ninja Power überreicht. Nun verfügen die Power Rangers zum einen über Ninja-Anzüge gegen die Tengu-Krieger und zum anderen über Ranger-Anzüge, die ihren alten gleichen. Zur neuen Ninja Power gehören auch die Ninjazords, mit denen Rito, Rita und Lord Zedd zurückgedrängt werden können. Später gelingt es Finster alte Zords ausfindig zu machen. Lord Zedd will sie mit den Power Rangers als Piloten benutzen, aber die Zords wechseln jedoch auf die Seite der Power Rangers und kommen als Shogunzords zum Einsatz. Als Katherine neu in die Stadt Angel Grove kommt, beeinflusst Rita sie durch einen Zauber gegen die Power Rangers und nimmt dabei den Falkenzord und Ninjor gefangen. Als Katherine vom Zauber befreit wird, gibt ihr Kimberly ihre Pink Ranger Power, da sie sich entschlossen hat, an den Weltfestspielen in Gymnastik teilzunehmen. Zu allem Überfluss erscheint noch Rita und Ritos Vater, der Meister des Schreckens, der mit Ninjors Hilfe an den Zeo-Kristall kommen möchte. Die Power Rangers zerstören den Kristall jedoch lieber als diesen ihm zu überlassen und zerstreuen die Teilsplitter an verschiedenen Orten in verschiedenen Zeitepochen. Der Meister des Schreckens rächt sich, indem er die Erde rückwärts drehen lässt, sodass sich die Zeit zurückdreht und verwandelt die Power Rangers somit zurück in ihre Kindheit.

### Mighty Morphin Alien Rangers (Dritte Staffel)
Die Alien Rangers (auch Aquitar Rangers genannt) kommen vom Planeten Aquitar und sind für die Power Rangers eingesprungen, nachdem diese vom Meister des Schreckens in Kinder verwandelt wurden. Nachdem sie den Meister des Schreckens vertreiben konnten und die Kinder den Zeo-Kristall und somit die normale Zeit wiederhergestellt haben, ziehen sich die Alien Rangers wieder auf ihren Planeten zurück. Inzwischen gelangen Rito und Goldar in die Kommandozentrale von Zordon und zünden eine Bombe. Dabei gelingt es ihnen den Zeo-Kristall zu stehlen und die Kommandozentrale zu zerstören. Die Handlung wird in der nächsten Staffelserie Power Rangers Zeo fortgesetzt.

## Besetzung und Synchronisation
| Rolle                                      | Darsteller                        | Deutscher Sprecher                                  |
| ------------------------------------------ | --------------------------------- | --------------------------------------------------- |
| Jason Lee Scott (1. Roter Ranger)          | Austin St. John                   | Tim Moeseritz                                       |
| Zack Taylor (1. Schwarzer Ranger)          | Walter Emanuel Jones              | Albert Obitz                                        |
| Billy Cranston (Blauer Ranger)             | David Yost                        | Dietmar Wunder                                      |
| Trini Kwan (1. Gelber Ranger)              | Thuy Trang                        | Anja Strobel (Staffel 1) Gundi Eberhard (Staffel 2) |
| Kimberly Hart (1. Pinker Ranger)           | Amy Jo Johnson                    | Melanie Hinze                                       |
| Tommy Oliver (Grüner und Weißer Ranger)    | Jason David Frank                 | Oliver Feld                                         |
| Rocky DeSantos (2. Roter Ranger)           | Steve Cardenas                    | Björn Schalla                                       |
| Adam Park (2. Schwarzer Ranger)            | Johnny Yong Bosch                 | Alexander Doering                                   |
| Aisha Campbell (2. Gelber Ranger)          | Karan Ashley                      | Ghadah Al-Akel                                      |
| Katherine „Kat“ Hillard (2. Pinker Ranger) | Catherine Sutherland              | Sylvie Nogler                                       |
| Zordon                                     | David Fielding Robert L. Manahan* | Manfred Wagner                                      |
| Alpha 5                                    | Richard Steven Horvitz*           | Karin David                                         |
| Ninjor                                     | Kim Strauss*                      | Hans-Jürgen Wolf                                    |
| Bulk                                       | Paul Schrier                      | Michael Bauer                                       |
| Skull                                      | Jason Narvy                       | Dirk Müller                                         |
| Ernie                                      | Richard Genelle                   | Stefan Fredrich                                     |
| Rita Repulsa                               | Barbara Goodson*                  | Constanze Harpen                                    |
| Lord Zedd                                  | Robert Axelrod*                   | Jan Spitzer                                         |
| Rito Revolto                               | Bob Papenbrook*                   | Joachim Tennstedt                                   |
| Goldar                                     | Kerrigan Mahan*                   | Dieter Knust                                        |
| Scorpina                                   | Wendee Lee*                       | Gundi Eberhard                                      |
| Finster                                    | Robert Axelrod*                   | Georg Tryphon                                       |
| Squatt                                     | Michael Sorich*                   | Klaus Tilsner                                       |
| Baboo                                      | Dave Mallow*                      | Jonas Ziegler                                       |

* Voice-Over Sprecher in der Originalfassung

## Charaktere

### Power Rangers

#### Jason Lee Scott
Jason Lee Scott (Austin St. John) ist der erste rote Ranger sowie der erste Anführer der Power Rangers. Er hat den schwarzen Gürtel in Karate und geht an die Angel Grove High School. Tommy und er mussten erst lernen zusammenzuarbeiten. Anfangs haben sie versucht, sich aneinander zu messen, doch beide stellten fest, dass sie gleich stark waren. Jason übergibt seine Power in der zweiten Staffel an Rocky, um mit Zack und Trini an einer Friedenskonferenz in der Schweiz teilzunehmen.

#### Zachery Taylor
Zack Taylor (Walter Emanuel Jones) ist der erste schwarze Ranger. Er ist locker, freundlich und lebt in den Tag hinein. Oft verbringt er seine Zeit mit Tanzen. Zudem hat er turnerische Fähigkeiten, die er oft mit dem Tanz und dem Kampfsport verbindet. Diese Kombination nennt er „Hip-Hop-Kido“. Er verlässt wie Jason und Trini in der zweiten Staffel die Power Rangers, um bei einer Friedenskonferenz in der Schweiz teilzunehmen. Er übergibt seine Power an Adam.

#### Billy Cranston
Billy Cranston (David Yost) ist der blaue Ranger und der blaue Ninja Ranger. Er ist der intelligenteste Ranger im Team und ein Technikfreak. Er erfindet neue Geräte oder hilft Alpha 5 beim Bau von Geräten. Er wurde von Zordon wegen seiner Geduld und Weisheit als Power Ranger ausgewählt.

#### Trini Kwan
Trini Kwan (Thuy Trang) ist der erste gelbe Ranger. Sie ist ruhig und intelligent und somit oft die einzige, die Billy versteht. Meistens nimmt sie eine eher abwartende Haltung ein und beherrscht die Kunst des Kung-Fu. Trini übergibt ihre Power an Aisha, als sie in die Schweiz zur Friedenskonferenz fährt.

#### Kimberly Ann Hart
Kimberly Hart oder einfach nur Kim (Amy Jo Johnson) ist der erste Pink Ranger und der erste Pink Ninja Ranger. Kimberly macht sehr gerne Aerobic und ist gut mit Trini befreundet. Kimberly ist stets um ihre Freunde besorgt und engagiert sich auch für die Natur und ihre Mitmenschen. Sie hat sich in Tommy verliebt, und es entwickelt sich eine Beziehung zwischen den beiden. Ihr Kampfstil leitet sich von ihren Aerobic- und Gymnastikübungen ab, sie nutzt dabei oft Gegenstände aus ihrer Umgebung, um von diesen aus ihre Attacken zu starten. Kimberly lebt alleine mit ihrer Mutter, da ihre Eltern geschieden sind. Als in Angel Grove ein Gymnastikwettbewerb stattfindet, entschließt sich Kimberly schweren Herzens, mit dem Trainer Gunthar Schmidt mitzugehen, um an einem weltweiten Wettbewerb teilzunehmen. Ihre Power übergibt sie deshalb an Katherine.

#### Tommy Oliver
Tommy Oliver (Jason David Frank) ist der grüne Ranger, später der weiße Ranger und der weiße Ninja Ranger. Tommy kommt für einen Karatewettbewerb nach Angel Grove, um gegen Jason anzutreten. Nach seinem Kampf wird er von Rita in den bösen grünen Ranger verwandelt. Für seine neue Herrin dringt er in die Kommandozentrale ein und deaktiviert Zordon. Nachdem es Alpha jedoch gelingt, Zordon zurückzubringen, erfahren die Power Rangers, dass sie Tommys Schwert der Finsternis zerstören müssen, um den Bann zu brechen. Daraufhin wechselt er die Seiten und kämpft mit den Power Rangers zusammen gegen Rita. Nachdem seine Power durch die grüne Kerze absorbiert wurde, ist er für einige Zeit kein Power Ranger mehr. Zu Beginn der zweiten Mighty-Morphin-Staffel wird er jedoch zum Weißen Ranger. Er bekommt von Zordon den weißen Tigerzord sowie den Säbel Saba. Er wurde dadurch auch zum neuen Anführer der Power Rangers.

#### Rocky DeSantos
Rocky DeSantos (Steve Cardenas) ist der zweite rote Ranger und der rote Ninja Ranger. Rocky kam mit seinen Freunden nach Angel Grove und erhielt Jasons Power, nachdem dieser die Gruppe verließ. Er übernahm hinter Tommy schnell die Führung als roter Ranger und gewöhnte sich wie seine Freunde schnell an das Leben in Angel Grove.

#### Adam Park
Adam Park (Johnny Yong Bosch) ist der zweite schwarze Ranger und der schwarze Ninja Ranger. Adam kommt zusammen mit Aisha und Rocky aus Stone Canyon im Rahmen eines Kampfsportwettbewerbs nach Angel Grove. Lord Zedd wird auf die drei neuen Teenager aufmerksam und lässt sie zusammen von Goldar in einer Höhle kidnappen. Bei ihrer Rettung durch die Power Rangers erfahren sie deren Identitäten und schwören in der Kommandozentrale, diese geheim zu halten. Als Zack, Trini und Jason auserwählt werden, um die Friedenskonferenz in der Schweiz zu begleiten, übergibt Zack seine Power an Adam.

#### Aisha Campbell
Aisha Campbell (Karan Ashley) ist der zweite gelbe Ranger und der gelbe Ninja Ranger. Aisha kommt zusammen mit Rocky und Adam nach Angel Grove. Sie gewinnt mit Rocky und Adam das Ninjakampf-Finale und wird mit den beiden später von Goldar entführt. Sie erfährt die Identität der Power Rangers und schwört, diese nicht zu verraten. Als Jason, Zack und Trini für die Friedenskonferenz in die Schweiz reisen müssen, übergibt Trini ihre Power an sie. Aisha versteht sich sofort gut mit Kimberly und lebt sich schnell als Power Ranger ein.

#### Katherine „Kat“ Hillard
Katherine „Kat“ Hillard (Catherine Sutherland) ist der zweite Pink Ranger und der zweite Pink Ninja Ranger. Als Katherine neu in die Stadt kommt, wird sie von Rita Repulsa beeinflusst, um ihr zu dienen. Sie versucht, die Power Rangers zu hintergehen, und hat es dabei besonders auf Kimberly abgesehen. Kat kann jedoch Ritas Zauber selbst brechen, da sie merkt, wie sehr sie Kimberly Leid zufügt. Kimberly übergibt ihre Power an Katherine, nachdem sie sich entschlossen hat, an den Weltfestspielen in der Sportart Turnen teilzunehmen.

### Verbündete

#### Zordon
Zordon (David Fielding [US-Schauspieler] und Robert L. Manahan [US-Stimme]) stammt vom Planeten Eltar und wurde vor über 10.000 Jahren von seiner Widersacherin Rita Repulsa in einer Zeitfalle gefangen. Rita wurde im Gegenzug in eine Weltraumtonne eingesperrt. Zordon war klar, dass es Rita irgendwann gelingen würde, sich zu befreien und errichtete deshalb eine Kommandozentrale außerhalb von Angel Grove, wo er mit seinem Assistenten Alpha 5 über die Erde wacht. Als Rita befreit wurde, wählt er „fünf mutige und tapfere Menschenkinder“ aus, welche die Erde als Power Rangers verteidigen sollen. Er fungiert seitdem als Mentor der Power Rangers und steht ihnen mit seiner Weisheit zur Seite.

#### Alpha 5
Alpha 5 (Richard Steven Horvitz) ist ein Roboter und wurde auf dem Planeten Edenoi von König Lexian erbaut. Zusammen mit Zordon wacht er in der Kommandozentrale über die Erde. Er ist die fünfte Einheit von einer langen Ahnenreihe von Alphas.

#### Ninjor
Ninjor (Kim Strauss) erschuf die Power-Münzen und Dinozords, die Alpha 5 und Zordon vor über 10.000 Jahren zusammen mit einer Karte fanden. Als die Power Rangers ihre Dinosaurier-Power durch Rito verlieren, machen sie sich mit Hilfe dieser Karte in der Wüste der Verzweiflung auf die Suche nach ihm und dem Ninja-Tempel. Ninjor weist sie in die Kunst und Weisheit der Ninjas ein und gibt ihnen die neuen Power-Münzen (Ninja Power) sowie Ninjazords. Er steht den Power Rangers im Kampf gegen Lord Zedd und Rita Repulsa zur Seite. Er kann sich auch vergrößern und seine Kampfformation ändern. Dabei wird er um einiges stärker.

### Schurken

#### Rita Repulsa
Rita Repulsa (Machiko Soga [jap. Originalschauspielern], Carla Perez [US-Schauspielerin] sowie Barbara Goodson [Stimme]) ist eine Hexe aus den Tiefen des Weltalls, die die Erde erobern will. Sie wurde vor 10.000 Jahren von Zordon in einem Weltraumcontainer verbannt. Ein paar Astronauten öffnen diese Tonne jedoch versehentlich und lassen so Rita und ihre Gefolgschaft frei. Ritas Pläne, die Erde zu erobern, werden jedoch immer wieder von den Power Rangers durchkreuzt. Nachdem all ihre Pläne gescheitert sind, kommt Ritas Meister Lord Zedd zurück und ist verärgert über ihren Misserfolg. Er verbannt sie zurück in die Tonne. Nachdem Lord Zedds Versuche, die Erde zu erobern, zum Scheitern verurteilt waren, musste er seine böse Energie in einem langen Schlaf regenerieren. Diese Gelegenheit nutzte Rita, um in den Mondpalast zurückzukehren. Sie befahl Finster, ihr einen Liebestrank zu brauen. Diesen flößte sie Lord Zedd während seines Schlafes ein. Nach seinem Erwachen war er von Rita besessen und heiratete sie. Nach der Ankunft ihres Bruders Rito verbündete Rita sich oftmals mit ihm gegen Goldar, da dieser sie bei Lord Zedds Ankunft verraten hat. Zusammen mit Lord Zedd gelingt es Rita schließlich, die Power-Münzen der Rangers zu vernichten.

#### Lord Zedd
Lord Zedd (Ed Neil [US-Schauspieler] und Robert Axelrod [Stimme]) ist Ritas Boss und späterer Ehemann. Er taucht erstmals in der zweiten Staffel auf, um Ritas Auftrag, die Erde zu erobern, zu Ende zu bringen. Bei seinem ersten Angriff auf die Power Rangers gelingt es ihm, die Dinozords einzufrieren und die Rangers so kampfunfähig zu machen. Zordon erstellt jedoch aus den alten Zords die neuen Donnerzords, die gegen Zedds Magie bestehen können. Während Zedd zur Erholung tief schlafen muss, kehrt Rita zurück und verabreicht ihm einen Liebestrank. Zedd ist daraufhin besessen von Rita und heiratet diese schließlich. Später erzählt Goldar ihm, dass seine Liebe zu Rita nur auf einem Liebestrank beruht hat. Inzwischen liebt er Rita aber auf seine eigene Weise. Von Ritas Familie, also von ihrem Bruder Rito Revolto und ihrem Vater, dem Meister des Schreckens, hat er keine gute Meinung. Nachdem der Meister des Schreckens wieder in die Galaxie M51 zurückgekehrt ist, nimmt er wieder seine eigenen Pläne auf, die Erde zu erobern. Zusammen mit Rita kann er die Power-Münzen der Rangers vernichten.

#### Goldar
Goldar (Kerrigan Mahan) ist Ritas Elitekrieger. Zusammen mit ihr war er 10.000 Jahre lang in der Weltraumtonne eingesperrt. Goldar war Rita stets völlig loyal gegenüber, aber als Lord Zedd zurückkehrt, schlägt er sich sofort auf dessen Seite und leugnet seine frühere Königin. Für seine Loyalität zu Lord Zedd stellt dieser ihm seine Flügel wieder her, die ihm vor langer Zeit genommen wurden. Anders als bei Rita nutzt Lord Zedd Goldar nicht mehr für direkte Angriffe. Nachdem Rita zurückkehrt und Lord Zedd sie dank ihres Liebestranks begehrt, versucht er, seinen Meister vor ihrem schlechten Einfluss zu bewahren, wird jedoch zurückgewiesen. Er steht auch Ritas Bruder Rito Revolto misstrauisch gegenüber, trotzdem sind beide später immer zusammen zu sehen und scheinen auch im Laufe der Zeit so etwas wie Freunde zu werden. Zusammen mit ihm bekommt er den Auftrag, einen Sprengsatz unter dem Gewölbe der Kommandozentrale anzubringen und den Zeokristall zu stehlen. Sie zünden den Sprengsatz jedoch zu früh und werden selbst von der raschen Explosion überrascht.

#### Rito Revolto
Rito Revolto (Bob Papenbrook) ist ein lebendes Skelett und der jüngere Bruder von Rita. Rito erscheint erstmals zu Beginn der dritten Staffel. Er landet auf dem Mond, um seiner Schwester und Lord Zedd ein Hochzeitsgeschenk zu bringen. Er schenkt ihnen unter anderem die Tengu-Krieger, die in Eiern auf der Mondoberfläche schlüpfen und die Monsterpatrouille ersetzen. Zusammen mit einer Monstergruppe gelingt es ihm, die Donnerzords zu vernichten. Nachdem die Power Rangers von Ninjor jedoch die Ninja-Power und Ninjazords bekommen, können sie ihn besiegen, und er rückt genauso wie Goldar in den Hintergrund. Zusammen mit Goldar begibt sich Rito in die Katakomben unter der Kommandozentrale, um diese in die Luft zu sprengen. Sie zünden den Sprengsatz jedoch zu früh. Trotzdem gelingt es ihnen noch, den Zeokristall zu stehlen, bevor der Sprengsatz zündet. Der Explosion entkommen sie jedoch nicht mehr rechtzeitig, sie verlieren den Zeokristall und ihr Gedächtnis.

#### Meister des Schreckens
Der Meister des Schreckens (Tom Wyner) ist der Vater von Rita Repulsa und Rito Revolto. Der Meister des Schreckens besucht seine Tochter Rita im Mondpalast, um seinen Plan, den Zeo-Kristall in seine Gewalt zu bringen, in die Tat umzusetzen. Nachdem auch seine eigenen Monster im Kampf gegen die Power Rangers versagt haben, verändert er den Zeitverlauf und verwandelt so die Power Rangers in Kinder zurück. Zordon ruft jedoch die Alien Rangers vom Planeten Aquitar zu Hilfe. Da er die Power Rangers trotz aller Versuche nicht besiegen kann und er den Zeo-Kristall nicht bekommt, kehrt er frustriert in seine eigene Galaxie zurück.

#### Scorpina
Scorpina (Ami Kawai, Sabrina Lu sowie Wendee Lee) ist eine von Ritas Dienerinnen. Rita ruft Scorpina aus ihrem 10.000-jährigem Schlaf, damit sie zusammen mit dem grünen Ranger die Power Rangers vernichtet. Sie kann sich zudem in ein riesiges Skorpionmonster verwandeln.

#### Finster
Finster (Robert Axelrod) wurde zusammen mit Rita aus der Weltraumtonne befreit. Im Mondpalast erstellt er danach für Rita die Monsterpatrouille und viele weitere Monster. Nachdem Lord Zedd den Mondpalast übernommen hat, gibt es für ihn keine Aufgabe mehr, da Lord Zedd seine Monster selbst erschafft. Als Rita wieder auftaucht, hilft er ihr, indem er einen Liebestrank für Lord Zedd herstellt.

#### Squatt
Squatt (Michael Sorich) wurde zusammen mit Rita aus der Weltraumtonne befreit. Er ist einer von Ritas verfressenen Dienern und tritt meist zusammen mit Baboo auf.

#### Baboo
Baboo (Dave Mallow) wurde zusammen mit Rita aus der Weltraumtonne befreit. Er ist einer von Ritas Dienern und tritt meist zusammen mit Squatt auf. Hauptsächlich stellt er verschiedene Tränke her.

### Nebencharaktere

#### Bulk und Skull
Farkus „Bulk“ Bulkmeier (Paul Schrier) und Eugene „Skull“ Skullovitch (Jason Narvy) treten seit der ersten Staffel als tollpatschiges Duo auf. Während sie in der ersten Staffel noch fleißig ihre Mitschüler verärgern, besteht in der zweiten Staffel ihre Aufgabe darin, die Power Rangers zu enttarnen. In der dritten Staffel lassen sie sich als Juniorpolizisten ausbilden.

#### Ernie
Ernie (Richard Genelle) ist der Besitzer des Angel-Grove-Jugendzentrums, in dem die Power Rangers oft ihre Freizeit verbringen.

#### Lieutenant Stone
Lieutenant Jerome B. Stone (Gregg Bullock) ist Ausbilder an der Angel Grove Police Academy, der Bulk und Skull in der dritten Staffel beitreten.

## Arsenal
- Power-Verbindung (Power-Verwandler)
- Power-Münzen
- Power-Kristalle (um bei den Dinozords den Megazord zu aktivieren)
- Power-Laser/-Schwert (Standard-Waffe der fünf Power Rangers)
- Power-Waffen (Power-Schwert, Power-Axt, Power-Lanze, Power-Dolche, Power-Bogen)
- Armband-Kommunikatoren
- Radarkäfer (alternatives Transportmittel)
- Dragondolch (die Power-Waffe des grünen Rangers)
- Dragonschild (Brustschild des grünen Rangers)
- Saba, der sprechende weiße Tigersäbel (die Power-Waffe des weißen Rangers)
- Power-Kanone
- Hai-Motorräder
- Metallischer Panzer (Schutzschild für den Kampfanzug)

## Zords
Als Zords werden riesige (bio-)mechanische Roboter bezeichnet, die von den Power Rangers gerufen und gesteuert werden können. Jeder Zord ist einem speziellen Power Ranger zugewiesen und wird nur von diesem eingesetzt. Die Zords können sich mit anderen Zords verbinden und so einen Megazord bilden.
Im Inneren haben die Zords ein oder mehrere Cockpits. Lediglich die Kampfgefährten der Alien Rangers werden ausschließlich telepathisch vom Boden aus gesteuert.

### Staffel 1
- (Dino)-Megazord
  - + Tyrannosaurus-Dinozord
  - + Mammut-Dinozord
  - + Triceratops-Dinozord
  - + Säbelzahntiger-Dinozord
  - + Flugsaurus-Dinozord

- Dragonzord

- Dragonzord-Kampfformation
  - + Dragonzord
  - + Mammut-Dinozord
  - + Triceratops-Dinozord
  - + Säbelzahntiger-Dinozord

- Megadragonzord
  - + Megazord
  - + Dragonzord

- Titanus

- Ultrazord
  - + Titanus
  - + Megadragonzord

### Staffel 2
- Donner-Megazord
  - + Roter-Drache-Donnerzord
  - + Löwe-Donnerzord
  - + Einhorn-Donnerzord
  - + Tigerkralle-Donnerzord
  - + Feuervogel-Donnerzord

- Donnerzord-Einsatzteam
  - + Löwe-Donnerzord
  - + Einhorn-Donnerzord
  - + Tigerkralle-Donnerzord
  - + Feuervogel-Donnerzord

- Weißer-Tiger-Zord

- Megatigerzord
  - + Weißer-Tiger-Zord
  - + Löwe-Donnerzord
  - + Einhorn-Donnerzord
  - + Tigerkralle-Donnerzord
  - + Feuervogel-Donnerzord

- Tor, der Transportzord

- Donner-Ultrazord
  - + Tor
  - + Roter-Drache-Donnerzord
  - + Donnerzord-Einsatzteam
  - + Tigerzord

### Staffel 3
- Ninja-Megazord
  - + Affe-Ninjazord
  - + Frosch-Ninjazord
  - + Wolf-Ninjazord
  - + Bär-Ninjazord
  - + Kranich-Ninjazord

- Shogun-Megazord
  - + Roter-Shogun-Zord
  - + Schwarzer-Shogun-Zord
  - + Blauer-Shogun-Zord
  - + Gelber-Shogun-Zord
  - + Weißer-Shogun-Zord

- Falkenzord

- Ninja-Megafalkenzord
  - + Ninja-Megazord
  - + Falkenzord

- Shogun-Megafalkenzord
  - + Shogun-Megazord
  - + Falkenzord

- Titanus (aus Staffel 1)

- Ninja-Ultrazord
  - + Ninja-Megafalkenzord
  - + Titanus

- Shogun-Ultrazord
  - + Shogun-Megafalkenzord
  - + Titanus

### Alien Rangers
- Kampfgefährten (Rot, Schwarz, Blau, Gelb, Weiß)

## Neuauflage (2010)
In den USA wurde 2010 im Anschluss an Power Rangers R.P.M. die Mighty Morphin Power Rangers als „Reversioned“-Version erneut ausgestrahlt. In Fankreisen wird sie auch als „MMPR2010“ oder „MMPRv2“ bezeichnet. Diese Version wurde um einige Folgen und Szenen gekürzt, Bild und Ton verbessert und mit Comic-Effekten versehen. Neue Spielzeuge wurden ebenfalls herausgebracht, die deutliche Unterschiede zu den Originalen von 1993 aufwiesen.

## Power Rangers – Der Film (1995)
Power Rangers – Der Film ist ein US-amerikanischer Superhelden-Film aus dem Jahr 1995. Er spielt im Power-Rangers-Universum und ist an Mighty Morphin Power Rangers angelehnt, hat aber mit der Handlung der Serie nichts zu tun.

## Power Rangers (2017)
Power Rangers ist ein US-amerikanischer Superhelden-Film aus dem Jahr 2017. Der Film versteht sich als Reboot der gleichnamigen Fernsehserie und basiert lose auf der ersten Staffel von Mighty Morphin Power Rangers.

## Mighty Morphin Power Rangers: Once & Always (2023)
Mighty Morphin Power Rangers: Once & Always ist ein bei Netflix veröffentlichter Film aus dem Jahr 2023, der an den 30. Jahrestag von Mighty Morphin Power Rangers und der Power-Rangers-Reihe erinnert.

## Musikalben
- Mighty Morphin Power Rangers – The Album: A Rock Adventure[11]
- Mighty Morphin Power Rangers: The Movie (Original Soundtrack Album)[12]
- Mighty Morphin Power Rangers: The Movie (Original Motion Picture Soundtrack)[13]

## Videospiele
- Mighty Morphin Power Rangers (SNES, Game Boy, Sega Genesis, Game Gear, Sega Mega-CD) (1994/1995)[14][15][16][17][18]
- Mighty Morphin Power Rangers: The Movie (SNES,  Game Boy, Sega Genesis, Game Gear) (1995)[19][20][21][22]
- Mighty Morphin Power Rangers: The Fighting Edition (SNES) (1995)[23]
- Saban's Mighty Morphin Power Rangers: Mega Battle (PlayStation 4, Xbox One) (2017)[24]
- Power Rangers: Legacy Wars (2017)
- Power Rangers: Battle for the Grid (2019)

## Comics
1. Kyle Higgins: Der grüne Ranger. Panini Comics, Stuttgart 2017, ISBN 978-3-7416-0298-6.
2. Kyle Higgins: Die Stunde von Black Dragon. Panini Comics, Stuttgart 2017, ISBN 978-3-7416-0299-3.
3. Brenden Fletcher, Kelly Thompson, Tini Howard: Pink. Panini Comics, Stuttgart 2017, ISBN 978-3-7416-0300-6.